# Lie-algebra
A Lie-algebrák algebrai struktúrák, melyek főleg geometriai objektumok, mint például differenciálható sokaságok és Lie-csoportok vizsgálatánál hasznosak. Eredetileg az infinitezimális transzformációk vizsgálatánál használták őket. A Lie-algebra elnevezést Hermann Weyl vezette be az 1930-as években Sophus Lie /liː/ után. Régebbi szövegekben még az ,,infinitezimális csoport" elnevezés is szerepelhet.

## Definíció
Adott egy V vektortér valamely F test felett és egy kétváltozós művelet [., .]
{\displaystyle [.,.]:V\times V\to V}
melyet kommutátornak vagy Lie-zárójelnek is neveznek és eleget tesz a következő tulajdonságoknak:
- Bilinearitás

{\displaystyle [ax+by,z]=a[x,z]+b[y,z],\quad [z,ax+by]=a[z,x]+b[z,y]}
minden a, b skalárra és minden x, y, z vektorra.
- Antikommutativitás vagy ferde szimmetria

{\displaystyle [x,y]=-[y,x]\,}
minden x, y vektorra. Ha F karakterisztikája kettő, akkor egy szigorúbb feltételre is szükség van:
{\displaystyle [x,x]=0}
minden {\displaystyle x\in V} vektorra.
- A Jacobi-azonosság

{\displaystyle [x,[y,z]]+[y,[z,x]]+[z,[x,y]]=0\quad }
minden x, y, z vektorra.
Ha A asszociatív algebra, akkor konstruálható hozzá egy L(A) Lie-algebra. Vegyük A-t, mint vektorteret, és lássuk el a
{\displaystyle [a,b]=a*b-b*a.\ }
Lie-zárójellel, ahol * az A-beli szorzást jelöli. Ennek asszociatív voltából következnek a Lie-zárójel fent említett tulajdonságai. Nevezetesen, egy F-fel jelölt test fölötti n × n-es mátrixok a {\displaystyle {\mathfrak {gl}}_{n}(F)} általános lineáris algebrát adják. Ismert, hogy minden Lie-algebra beágyazható egy asszociatív algebrából származtatható Lie-algebrába.

### Homomorfizmusok, részalgebrák és ideálok
A Lie-zárójel nem asszociatív, vagyis {\displaystyle [[x,y],z]} nem mindig egyenlő {\displaystyle [x,[y,z]]}-vel. A terminológia mégis egyezik az asszociatív gyűrűk, vagy algebrák esetével. Egy {\displaystyle U\subseteq V} altér Lie-részalgebra, ha zárt a Lie-zárójelre. Ha egy {\displaystyle I\subseteq V} eleget tesz a
{\displaystyle [V,I]\subseteq I,}
feltételnek, akkor I ideál V-ben. Az antikommutativitás miatt ugyanazok lesznek a jobb- illetve a balideálok, ezért csak ideálokról beszélünk.
Egy Lie-algebra egyszerű, ha benne a kommutátor nem azonosan nulla, és nincsenek valódi ideáljai. Ugyanazon test fölötti Lie-algebrák közötti homomorfizmus egy olyan lineáris leképezés, ami illeszkedik a Lie-zárójelhez:
{\displaystyle f:V\to V',\quad f([x,y])=[f(x),f(y)],}
minden x, y eleme V-re. A homomorfizmusok magjai éppen az ideálok. Ha I ideál a V Lie-algebrában, akkor képezhető a V/I faktoralgebra, és teljesül az első izomorfizmustétel. Két Lie-algebra, V és V' direkt összege {\displaystyle V\oplus V'}, ahol a direkt összeg elemei az {\displaystyle {\mathfrak {}}(x,x'),\,x\in V,x'\in V'} párok, és a Lie-zárójel:
{\displaystyle [(x,x'),(y,y')]=([x,y],[x',y']),\quad x,y\in V,\,x',y'\in V'.}

## Példák
- Egy vektorteret az azonosan nulla Lie-zárójellel ellátva Lie-algebrához jutunk. Ezek a Lie-algebrák Abel-félék. Az egydimenziós Lie-algebrák mind Abel-félék.
- A háromdimenziós euklideszi tér a vektoriális szorzással Lie-csoport.
- A Heisenberg-algebra szintén háromdimenziós Lie-algebra, aminek generátorai:

{\displaystyle x=\left({\begin{array}{ccc}0&1&0\\0&0&0\\0&0&0\end{array}}\right),\quad y=\left({\begin{array}{ccc}0&0&0\\0&0&1\\0&0&0\end{array}}\right),\quad z=\left({\begin{array}{ccc}0&0&1\\0&0&0\\0&0&0\end{array}}\right),\quad }
és a generátorok kommutátorai:
{\displaystyle [x,y]=z,\quad [x,z]=0,\quad [y,z]=0.\,}
Ez a szigorúan felső háromszögmátrixok Lie-algebrája.
- A {\displaystyle {\mathfrak {gl}}_{n}(F)} általános lineáris algebra részalgebrája azokat a mátrixokat tartalmazza, amiknek a nyoma nulla.
- Minden Lie-csoport, G definiál egy hozzá tartozó {\displaystyle V={\mbox{Lie}}(G)} Lie-algebrát. Valós test fölötti mátrixok esetén ez a mátrixok exponenciális leképezésének felhasználásával definiálható.

A {\displaystyle V} Lie-algebrát azok az X mátrixok alkotják, amik előállnak, mint:
{\displaystyle \exp(tX)\in G\,}
minden valós t-re. A {\displaystyle V} Lie-algebra Lie-zárójelét a mátrixok kommutátora adja.
Konkrét példaként vegyük az SL(n,R) speciális lineáris csoportot, ami az 1 determinánsú n × n-es, valós számok fölötti mátrixok alkotnak. Ez egy Lie-csoport, ami azt a Lie-algebrát adja, ami a 0 nyomú n × n-es, valós számok fölötti mátrixokból áll.
- Az n × n-es ferdén szimmetrikus mátrixok halmaza zárt a kommutátorképzésre, és valós Lie-algebrát alkot. Ez az {\displaystyle {\mathfrak {u}}(n)} Lie-algebra az U(n) egységcsoport Lie-algebrája.

- A kvantummechanikában a perdület x, y, és z koordinátái közötti felcserélési reláció háromdimenziós komplex Lie-algebrát alkot, ami az SO(3) háromdimenziós forgatáscsoport komplex kiterjesztése:

{\displaystyle [L_{x},L_{y}]=i\hbar L_{z}}
{\displaystyle [L_{y},L_{z}]=i\hbar L_{x}}
{\displaystyle [L_{z},L_{x}]=i\hbar L_{y}}
- A végtelen dimenziós Lie-algebrák egyik osztálya a differenciáltopológiából ered. Ha M differenciálható sokaság, akkor a rajta vett sima vektormezők Lie-algebrát adnak, ahol is a Lie-zárójel megegyezik a vektormezők kommutátorával. Jelölje f deriváltját az X irány mentén LX(f)! Ekkor az [X,Y] Lie-zárójel:

{\displaystyle L_{[X,Y]}f=L_{X}(L_{Y}f)-L_{Y}(L_{X}f).\,}

## Struktúraelmélet és osztályozás
Ado tétele szerint minden valós, vagy komplex véges dimenziós Lie-algebra ábrázolható mátrixokkal. Lie alaptétele összekapcsolja a Lie-csoportokat és a Lie-algebrákat: minden Lie-csoporthoz tartozik egy egyértelműen meghatározott Lie-algebra, de a Lie-algebra csak lokális izomorfia erejéig határozza meg a Lie-csoportot, feltéve, hogy az összefüggő. Például, az SO(3) speciális ortogonális csoport és az SU(2) speciális unitér csoport ugyanazt a Lie-algebrát adja. Ez izomorf a vektoriális szorzással ellátott háromdimenziós valós vektortérrel. SU(2) egyszerűen összefüggő kétszeres fedése SO(3)-nak.

### Abel, feloldható és nilpotens tulajdonságok
A csoportokhoz hasonlóan definiálhatók az Abel, a feloldható és a nilpotens tulajdonságok.
Egy V Lie-algebra Abel, ha a Lie-zárójel azonosan nulla, vagyis [x,y] = 0 minden x, y elemre. Ezek a kommutatív Lie-csoportokból származtathatók. Ilyenek az azonosan nulla Lie-zárójellel ellátott vektorterek.
Egy Lie-algebra nilpotens, ha a kommutátorok minden véges sorozata eltűnik. Azaz:
{\displaystyle V>[V,V]>[[V,V],V]>[[[V,V],V],V]>\cdots }
egy idő után nullává válik. Engel tétele szerint egy Lie-algebra akkor és csak akkor nilpotens, ha u eleme V-re a
{\displaystyle \operatorname {ad} (u):V\to V,\quad \operatorname {ad} (u)v=[u,v]}
kísérő endomorfizmus nilpotens.
A feloldható Lie-algebrák egy még bővebb osztályt adnak. Egy Lie-algebra feloldható, ha a
{\displaystyle V>[V,V]>[[V,V],[V,V]]>[[[V,V],[V,V]],[[V,V],[V,V]]]>\cdots }
sorozatok egy idő után nullává válnak.
Minden véges dimenziós Lie-algebrának van egy legbővebb feloldható ideálja; ez a radikálja. A Lie-megfeleltetésben a nilpotens és a feloldható Lie-algebráknak rendre nilpotens és feloldható Lie-csoportok felelnek meg.

### Egyszerű és féligegyszerű Lie-algebrák
Egy Lie-algebra egyszerű, ha nem Abel, és nincsenek nem triviális ideáljai. Féligegyszerű, ha a nullideálon kívül nincsenek Abel-féle ideáljai. Ekvivalensen, radikálja a nullideál. Egy egyszerű Lie-algebra féligegyszerű is. Megfordítva: belátható, hogy minden féligegyszerű Lie-algebra egyszerű minimális ideálok direkt összege.
A Lie-algebrák féligegyszerűsége kapcsolódik ábrázolásaik teljes reducibilitásához. Ha az alaptest karakterisztikája 0, a V Lie-algebra féligegyszerűsége ekvivalens a véges dimenziós ábrázolások teljes reducibilitásával. Az állítás első bizonyításai kompakt csoportokat használtak, de később csak algebrai eszközökkel is belátták.

### Klasszifikáció
A féligegyszerű és a feloldható Lie-algebrák a Lie-algebrák két véglete. Minden Lie-algebra felbontható feloldható radikáljának és egy féligegyszerű Lie-algebrának szemidirekt összegére. Az algebrailag zárt test fölötti féligegyszerű Lie-algebrákat már osztályozták, ellenben a feloldható Lie-algebrák osztályozása nehéz feladat.
A Cartan-kritérium feltételeket ad arra, hogy egy Lie-algebra mikor nilpotens, feloldható, vagy féligegyszerű. Az osztályozás egy, az adott Lie-algebrán definiált szimmetrikus kvadratikus alakon, a Killing-formán múlik:
{\displaystyle K(u,v)=\operatorname {tr} (\operatorname {ad} (u)\operatorname {ad} (v)),}
ahol a tr jel a nyom operátort jelöli. Egy V Lie-algebra akkor és csak akkor féligegyszerű, ha Killing-formája nem elfajult. Feloldható akkor és csak akkor, ha {\displaystyle K(V,[V,V])=0.}

## Kategóriaelméleti definíció
A kategóriaelmélet nyelvén a Lie algebra egy A objektum a vektorterek kategóriájában a [.,.]: A ⊗ A → A morfizmussal, ahol
- {\displaystyle [\cdot ,\cdot ]\circ (\mathrm {id} +\tau _{A,A})=0}
- {\displaystyle [\cdot ,\cdot ]\circ ([\cdot ,\cdot ]\otimes \mathrm {id} )\circ (\mathrm {id} +\sigma +\sigma ^{2})=0}

ahol τ (a ⊗ b) := b ⊗ a és σ ciklikus permutáció.
Diagramon:

## Fordítás
Ez a szócikk részben vagy egészben  a   Lie algebra című angol Wikipédia-szócikk fordításán alapul.  Az eredeti cikk szerkesztőit annak laptörténete sorolja fel. Ez a jelzés csupán a megfogalmazás eredetét és a szerzői jogokat jelzi, nem szolgál a cikkben szereplő információk forrásmegjelöléseként.